# Ludwig Andreas Gotter
Ludwig Andreas Gotter (Gotha, 26 mei 1661 – aldaar, 19 september 1735) was een Duits kerklieddichter en jurist.

## Biografie
Gotter kwam als zoon van een opperhofprediker en superintendent-generaal, genaamd Johann Christian Gotter, op de wereld. Vanaf 1719 werkte Gotter in zijn geboorteplaats als particulier secretaris. Later werd hij lid van de hof- en assistentraad alsook minister. Gotter dichtte kerkliederen, beïnvloed door de geest van het Hallese piëtisme rond August Hermann Francke. In het Geistreiches Gesangbuch, verschenen in Halle (1697) en in Darmstadt (1698), publiceerde hij zijn liederen anoniem. De liederen werden openbaar gemaakt door Johann Anastasius Freylinghausen, die negen liederen van Gotter in zijn Geistreiches Gesangbuch van 1704 opnam en veertien in het Neue geistreiche Gesangbuch van 1714.
Gustav Adolf von Gotter was zijn neef.

## Publicaties
- Womit soll ich dich wohl loben, mächtiger Herr Zebaoth?
- Schaffet, schaffet, Menschenkinder, schaffet eure Seligkeit
- Herr Jesu, Gnadensonne, wahrhaftes Lebenslicht (EKG 258, EG 404)
- Die Harfe des Königs David